# Opius rufisignum
Opius rufisignum är en stekelart som beskrevs av Fischer 1968. Opius rufisignum ingår i släktet Opius och familjen bracksteklar. Inga underarter finns listade i Catalogue of Life.